# Willi Dürrschnabel
Wilhelm „Willi“ Dürrschnabel (* 7. Februar 1945 in Bietigheim; † 17. November 2014) war von 1963 bis 1968 Fußballspieler beim Karlsruher SC.

## Laufbahn
Dürrschnabel begann seine fußballerische Laufbahn beim SV Germania Bietigheim, bei dem er bis zu seinem 17. Lebensjahr in der A-Jugend und der südbadischen Auswahl spielte. Gleichzeitig absolvierte er eine Buchdruckerlehre. 1962 wechselte er zur A-Jugend des Karlsruher SC, der im darauffolgenden Jahr zu den Gründungsmitgliedern der Fußball-Bundesliga gehörte. Mit der Jugendnationalmannschaft des DFB setzte er sich im Februar/März 1963 in der Qualifikation gegen Österreich durch und nahm mit der DFB-Elf im April am UEFA-Juniorenturnier in England teil. Dort kam der auf Halblinks spielende Dürrschnabel an der Seite von Mitspielern wie Klaus Zaczyk und Günter Netzer in den Gruppenspielen gegen Griechenland, Schottland und die Schweiz zum Einsatz.
Dürrschnabel gehörte in den ersten fünf Bundesligaspielzeiten zum Kader des KSC, ab 1965/66 als Stammspieler im Mittelfeld und im Angriff und erzielte in 91 Spieleinsätzen zehn Tore. Mit 18 Jahren debütierte er am 14. September 1963 beim Auswärtsspiel des KSC bei Eintracht Braunschweig in der Fußball-Bundesliga. Trainer Kurt Sommerlatt hatte bei der 0:2-Niederlage im Angriff auf die Formation mit Erwin Metzger, Klaus Zaczyk, Otto Geisert, Dürrschnabel und Horst Wild gesetzt.
Nach dem Abstieg des KSC 1968 – Dürrschnabel hatte unter den Trainern Paul Frantz, Georg Gawliczek und Bernhard Termath in 26 Einsätzen zwei Tore erzielt – spielte er vier Jahre in der Schweiz beim FC St. Gallen. Im Alter von 30 Jahren kehrte er nach Baden zurück und spielte in der 1. Amateurliga beim SC Baden-Baden. Von 1976 bis 1979 war er Trainer in Baden-Baden. Den Abschluss seiner aktiven Karriere bildete bis 1982 sein Engagement als Trainer bei seinem Heimatverein SV Germania Bietigheim.
Nach seiner aktiven Laufbahn war er in seiner Heimatgemeinde Bietigheim als Gemeinderat aktiv.